# AGUS (medicina)
AGUS también conocido como AGC es un acrónimo utilizado en medicina para designar uno de los resultados posibles tras una prueba de citología de cérvix o Prueba de Papanicolaou, según el sistema de clasificación de Bethesda.
El término proviene del inglés (Atypical Glandular Cells of Undetermined Significance) y significa cambios en las células glandulares que no pueden ser específicamente clasificados. La existencia de AGUS o AGC no debe alarmar al paciente, pues no significa malignidad, sin embargo es preciso consultar con el médico, el cual determinará si es preciso repetir la prueba a los seis meses o realizar algún estudio diagnóstico.
Una gran parte de los casos de AGUS acaban correspondiendo tras el seguimiento a alteraciones benignas. Sin embargo,
comparada con la población general, este grupo de mujeres tiene mayor riesgo de patología significativa por lo que requieren mayor control.